# Premier League Malti 1954-1955
Il campionato era formato da otto squadre e il Floriana vinse il titolo.

## Classifica
| Pos. | Squadra              | G  | V  | N | P  | GF | GS | Punti |
| ---- | -------------------- | -- | -- | - | -- | -- | -- | ----- |
| 1    | Floriana             | 14 | 13 | 0 | 1  | 40 | 7  | 26    |
| 2    | Sliema Wanderers     | 14 | 10 | 1 | 3  | 33 | 16 | 21    |
| 3    | Ħamrun Spartans F.C. | 14 | 7  | 4 | 3  | 23 | 8  | 18    |
| 4    | Valletta F.C.        | 14 | 5  | 3 | 6  | 18 | 22 | 13    |
| 5    | Birkirkara F.C.      | 14 | 4  | 2 | 8  | 17 | 23 | 10    |
| 6    | Hibernians F.C.      | 14 | 4  | 2 | 8  | 18 | 32 | 10    |
| 7    | Rabat                | 14 | 2  | 5 | 7  | 12 | 28 | 9     |
| 8    | St. George's F.C.    | 14 | 1  | 3 | 10 | 15 | 40 | 5     |